# Campioni italiani assoluti di atletica leggera - 100 metri piani maschili

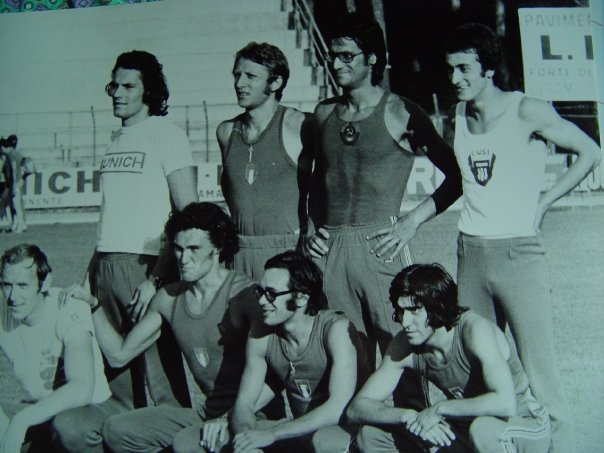
I più grandi velocisti italiani degli anni settanta: da sinistra, in alto: Pasqualino Abeti, Francesco Zandano, Luigi Benedetti, Pietro Mennea; in basso: Ennio Preatoni, Franco Ossola, Vincenzo Guerini e Gaetano Calvo

Questa pagina raccoglie un elenco di tutti i campioni italiani dell'atletica leggera nella specialità dei 100 metri piani, dalla prima edizione dei campionati del 1906 fino ad oggi.
L'atleta con il maggior numero di titoli italiani conquistati in questa specialità è, con 7 titoli, Orazio Mariani (nel 1933, dal 1936 al 1939. 1942 e 1943), seguito dai 6 titoli aggiudicati da Edgardo Toetti (dal 1928 al 1932 e 1934), Livio Berruti (dal 1957 al 1962) e Stefano Tilli (1984, 1986, 1989, 1990, 1992 e 1997).

## Albo d'oro
| Anno | Atleta (società)                                       | Prestazione            |                        |
| ---- | ------------------------------------------------------ | ---------------------- | ---------------------- |
| 1906 | Umberto Barozzi Ginnastica e Scherma Novara            | 11"3/5(m)              |                        |
| 1907 | Umberto Barozzi Ginnastica e Scherma Novara            | 11"7(m)                |                        |
| 1908 | Umberto Barozzi Ginnastica e Scherma Novara            | 11"1/5(m)              |                        |
| 1909 | Guido Brignone Ginnastica e Scherma Novara             | 11"2/5(m)              |                        |
| 1910 | Franco Giongo Athletic Club Torino                     | 11"2/5(m)              |                        |
| 1911 | Franco Giongo Athletic Club Torino                     | 11"1/5(m)              |                        |
| 1912 | Franco Giongo Club Sportivo Padova                     | 11"1/5(m)              |                        |
| 1913 | Francesco Carturan Football Club Internazionale Milano | 11"3/5(m)              |                        |
| 1914 | Franco Giongo Virtus Atletica Bologna                  | 11"2/5(m)              |                        |
| 1915 | Edizioni non disputate                                 | Edizioni non disputate | Edizioni non disputate |
| 1916 | Edizioni non disputate                                 | Edizioni non disputate | Edizioni non disputate |
| 1917 | Edizioni non disputate                                 | Edizioni non disputate | Edizioni non disputate |
| 1918 | Edizioni non disputate                                 | Edizioni non disputate | Edizioni non disputate |
| 1919 | Vittorio Zucca Fascio Grion Pola                       | 11"3/5(m)              |                        |
| 1920 | Vittorio Zucca Fascio Grion Pola                       | 11"5(m)                |                        |
| 1921 | Giorgio Croci Società Ginnastica Gallaratese           | 11"1/5(m)              |                        |
| 1922 | Vittorio Zucca Fascio Grion Pola                       | 11"1/5(m)              |                        |
| 1923 | Franco Giongo Libero Bologna                           | 10"4/5(m)              |                        |
| 1924 | Ruggero Maregatti Marelli Sesto San Giovanni           | 10"4/5(m)              |                        |
| 1925 | Ruggero Maregatti Gruppo Sportivo OM Milano            | 11"1/5(m)              |                        |
| 1926 | Alberto D'Agostino Virtus Atletica Bologna             | 11"1/5(m)              |                        |
| 1927 | Franco Reyser Sport Club Italia Milano                 | 11"1/5(m)              |                        |
| 1928 | Edgardo Toetti Sport Club Italia Milano                | 11"0(m)                |                        |
| 1929 | Edgardo Toetti Sport Club Italia Milano                | 11"0(m)                |                        |
| 1930 | Edgardo Toetti Sport Club Italia Milano                | 10"3/5(m)              |                        |
| 1931 | Edgardo Toetti Sport Club Italia Milano                | 17 p.                  |                        |
| 1932 | Edgardo Toetti Sport Club Italia Milano                | 10"4/5(m)              |                        |
| 1933 | Orazio Mariani Sport Club Italia Milano                | 11"0(m)                |                        |
| 1934 | Edgardo Toetti SG Pro Patria Milano                    | 10"8(m)                |                        |
| 1935 | Tullio Gonnelli Virtus Atletica Bologna                | 11"3(m)                |                        |
| 1936 | Orazio Mariani Sport Club Italia Milano                | 10"8(m)                |                        |
| 1937 | Orazio Mariani Sport Club Italia Milano                | 10"7(m)                |                        |
| 1938 | Orazio Mariani Gruppo Sportivo Baracca Milano          | 10"7(m)                |                        |
| 1939 | Orazio Mariani Gruppo Sportivo Baracca Milano          | 10"7(m)                |                        |
| 1940 | Carlo Monti Oberdan Pro Patria Milano                  | 10"5(m)                |                        |
| 1941 | Carlo Monti Oberdan Pro Patria Milano                  | 10"5(m)                |                        |
| 1942 | Orazio Mariani Gruppo Sportivo Baracca Milano          | 10"7(m)                |                        |
| 1943 | Orazio Mariani Gruppo Sportivo Baracca Milano          | 10"7(m)                |                        |
| 1944 | Edizione non disputata                                 | Edizione non disputata |                        |
| 1945 | Aldo Santon Gruppo Atletico Padovano                   | 11"0(m)                |                        |
| 1946 | Carlo Monti Unione Sportiva Milano                     | 10"7(m)                |                        |
| 1947 | Carlo Monti Unione Sportiva Milano                     | 10"7(m)                |                        |
| 1948 | Vittorio Cattoni Trionfo Genovese                      | 10"8(m)                |                        |
| 1949 | Gesualdo Penna Gruppo Atletico Polimeri RC             | 10"7(m)                |                        |
| 1950 | Antonio Siddi Società Ginnastica Gallaratese           | 10"7(m)                |                        |
| 1951 | Franco Leccese Gancia Torino                           | 10"9(m)                |                        |
| 1952 | Carlo Vittori Libertas Ascoli Piceno                   | 11"0(m)                |                        |
| 1953 | Carlo Vittori Libertas Ascoli Piceno                   | 10"9(m)                |                        |
| 1954 | Luigi Gnocchi Società Ginnastica Gallaratese           | 10"7(m)                |                        |
| 1955 | Luigi Gnocchi Società Ginnastica Gallaratese           | 10"6(m)                |                        |
| 1956 | Luigi Gnocchi Società Ginnastica Gallaratese           | 10"4(m)                |                        |
| 1957 | Livio Berruti Gruppo Sportivo Fiamme Oro               | 10"6(m)                |                        |
| 1958 | Livio Berruti Gruppo Sportivo Fiamme Oro               | 10"4(m)                |                        |
| 1959 | Livio Berruti Gruppo Sportivo Fiamme Oro               | 10"5(m)                |                        |
| 1960 | Livio Berruti Gruppo Sportivo Fiamme Oro               | 10"5(m)                |                        |
| 1961 | Livio Berruti Gruppo Sportivo Fiamme Oro               | 10"4(m)                |                        |
| 1962 | Livio Berruti Carpano Torino                           | 10"5(m)                |                        |
| 1963 | Sergio Ottolina Società Ginnastica Gallaratese         | 10"4(m)                |                        |
| 1964 | Sergio Ottolina Centro Sportivo Esercito               | 10"3(m)                |                        |
| 1965 | Pasquale Giannattasio Gruppi Sportivi Fiamme Gialle    | 10"5(m)                |                        |
| 1966 | Pasquale Giannattasio Gruppi Sportivi Fiamme Gialle    | 10"5(m)                |                        |
| 1967 | Pasquale Giannattasio Gruppi Sportivi Fiamme Gialle    | 10"6(m)                |                        |
| 1968 | Ennio Preatoni Lilion SNIA Varedo                      | 10"4(m)                |                        |
| 1969 | Pasqualino Abeti Unipol Reggio Emilia                  | 10"5(m)                |                        |
| 1970 | Ennio Preatoni Lilion SNIA Varedo                      | 10"6(m)                |                        |
| 1971 | Norberto Oliosi Centro Sportivo Aeronautica Militare   | 10"3(m)                |                        |
| 1972 | Vincenzo Guerini Atletica Bergamo 1959                 | 10"4(m)                |                        |
| 1973 | Luigi Benedetti Atletica Massa                         | 10"3(m)                |                        |
| 1974 | Pietro Mennea ALCO Atletica Rieti                      | 10"35                  |                        |
| 1975 | Pasqualino Abeti ALCO Atletica Rieti                   | 10"6(m)                |                        |
| 1976 | Vincenzo Guerini Atletica Bergamo 1959                 | 10"4(m)                |                        |
| 1977 | Luciano Caravani Gruppo Sportivo Fiamme Oro            | 10"52                  |                        |
| 1978 | Pietro Mennea Fiat Iveco Torino                        | 10"30                  |                        |
| 1979 | Mauro Zuliani Lilion SNIA Milano                       | 10"41                  |                        |
| 1980 | Pietro Mennea Fiat Iveco Torino                        | 10"19                  |                        |
| 1981 | Diego Nodari Pro Patria Pierrel                        | 10"61                  |                        |
| 1982 | Pierfrancesco Pavoni Pro Patria Pierrel                | 10"39                  |                        |
| 1983 | Pierfrancesco Pavoni Pro Patria Pierrel                | 10"26                  |                        |
| 1984 | Stefano Tilli CUS Roma                                 | 10"21                  |                        |
| 1985 | Carlo Simionato Pro Patria Freedent Milano             | 10"51                  |                        |
| 1986 | Stefano Tilli Gruppo Sportivo Fiamme Oro               | 10"48                  |                        |
| 1987 | Pierfrancesco Pavoni Pro Patria Osama Milano           | 10"39                  |                        |
| 1988 | Antonio Ullo Gruppi Sportivi Fiamme Gialle             | 10"48                  |                        |
| 1989 | Stefano Tilli CUS Roma                                 | 10"34                  |                        |
| 1990 | Stefano Tilli Pro Patria Milano                        | 10"56                  |                        |
| 1991 | Ezio Madonia Pro Patria Milano                         | 10"30                  |                        |
| 1992 | Stefano Tilli Snam Gas Metano                          | 10"40                  |                        |
| 1993 | Ezio Madonia Gruppi Sportivi Fiamme Gialle             | 10"53                  |                        |
| 1994 | Sandro Floris Gruppo Sportivo Fiamme Azzurre           | 10"41                  |                        |
| 1995 | Giovanni Puggioni Gruppi Sportivi Fiamme Gialle        | 10"36                  |                        |
| 1996 | Giovanni Puggioni Gruppi Sportivi Fiamme Gialle        | 10"36                  |                        |
| 1997 | Stefano Tilli Snam Milano                              | 10"29                  |                        |
| 1998 | Francesco Scuderi Gruppo Sportivo Fiamme Azzurre       | 10"34                  |                        |
| 1999 | Andrea Colombo Snam Milano                             | 10"45                  |                        |
| 2000 | Francesco Scuderi Gruppo Sportivo Fiamme Azzurre       | 10"19                  |                        |
| 2001 | Francesco Scuderi Gruppo Sportivo Fiamme Azzurre       | 10"32                  |                        |
| 2002 | Francesco Scuderi Gruppo Sportivo Fiamme Azzurre       | 10"32                  |                        |
| 2003 | Francesco Scuderi Gruppo Sportivo Fiamme Azzurre       | 10"48                  |                        |
| 2004 | Simone Collio Gruppi Sportivi Fiamme Gialle            | 10"20                  |                        |
| 2005 | Simone Collio Gruppi Sportivi Fiamme Gialle            | 10"56                  |                        |
| 2006 | Luca Verdecchia Gruppo Sportivo Fiamme Oro             | 10"42                  |                        |
| 2007 | Koura Kaba Fantoni Gruppi Sportivi Fiamme Gialle       | 10"57                  |                        |
| 2008 | Fabio Cerutti Gruppi Sportivi Fiamme Gialle            | 10"21                  |                        |
| 2009 | Simone Collio Gruppi Sportivi Fiamme Gialle            | 10"27                  |                        |
| 2010 | Simone Collio Gruppi Sportivi Fiamme Gialle            | 10"16                  |                        |
| 2011 | Matteo Galvan Gruppi Sportivi Fiamme Gialle            | 10"38                  |                        |
| 2012 | Fabio Cerutti Gruppi Sportivi Fiamme Gialle            | 10"43                  |                        |
| 2013 | Delmas Obou Gruppi Sportivi Fiamme Gialle              | 10"37                  |                        |
| 2014 | Delmas Obou Gruppi Sportivi Fiamme Gialle              | 10"33                  |                        |
| 2015 | Fabio Cerutti Gruppi Sportivi Fiamme Gialle            | 10"31                  |                        |
| 2016 | Filippo Tortu Gruppi Sportivi Fiamme Gialle            | 10"32                  |                        |
| 2017 | Federico Cattaneo Atletica Riccardi                    | 10"24                  |                        |
| 2018 | Marcell Jacobs Gruppo Sportivo Fiamme Oro              | 10"24                  |                        |
| 2019 | Marcell Jacobs Gruppo Sportivo Fiamme Oro              | 10"10                  |                        |
| 2020 | Marcell Jacobs Gruppo Sportivo Fiamme Oro              | 10"10                  |                        |
| 2021 | Marcell Jacobs Gruppo Sportivo Fiamme Oro              | 10"01                  |                        |
| 2022 | Marcell Jacobs Gruppo Sportivo Fiamme Oro              | 10"12                  |                        |
| 2023 | Samuele Ceccarelli Atletica Firenze Marathon           | 10"30                  |                        |
| 2024 | Matteo Melluzzo Gruppi Sportivi Fiamme Gialle          | 10"12                  |                        |
| 2025 | Fausto Desalu Gruppi Sportivi Fiamme Gialle            | 10"30                  |                        |